# Sergej Rjabov
Sergej Rjabov (russisk: Сергей Сергеевич Рябов) (født 17. november 1977 i Sjtjolkovo i Sovjetunionen) er en russisk filminstruktør.

## Filmografi
- Rybka (Рыбка, 2007)[1][2]